# Кубок Андорри з футболу 2009
Кубок Андорри з футболу 2009 — 17-й розіграш кубкового футбольного турніру в Андоррі. Переможцем ввосьме стала Санта-Колома.

## Календар
| Раунд        | Дата              | Матчі | Клуби   |
| ------------ | ----------------- | ----- | ------- |
| Перший раунд | 18 січня 2009     | 3     | 15 → 12 |
| Другий раунд | 20-23 січня 2009  | 4     | 12 → 8  |
| 1/4 фіналу   | 1/8 лютого 2009   | 8     | 8 → 4   |
| 1/2 фіналу   | 10/17 травня 2009 | 4     | 4 → 2   |
| Фінал        | 24 травня 2009    | 1     | 2 → 1   |

## Перший раунд
Команда Енкамп пройшла до наступного раунду після жеребкування.
| Команда 1               | Рахунок | Команда 2                      |
| ----------------------- | ------- | ------------------------------ |
| 18 січня 2009           |         |                                |
| Екстременья (2)         | 5:1     | Принсіпат II (2)               |
| Атлетік (Ескальдес) (2) | 2:3     | Каса Естрелла дель Бенфіка (2) |
| Лузітанос II (2)        | 2:1     | Женлай (2)                     |

## Другий раунд
| Команда 1                      | Рахунок      | Команда 2                   |
| ------------------------------ | ------------ | --------------------------- |
| 20 січня 2009                  |              |                             |
| Екстременья (2)                | 3:2          | Ранжерс                     |
| 21 січня 2009                  |              |                             |
| Каса Естрелла дель Бенфіка (2) | 0:4          | Інтер (Ескальдес-Енгордань) |
| 22 січня 2009                  |              |                             |
| Енкамп (2)                     | 4:4 пен. 2:4 | Енгордані                   |
| 23 січня 2009                  |              |                             |
| Лузітанос II (2)               | 1:3          | Принсіпат                   |

## 1/4 фіналу
| Команда 1                   | Заг. | Команда 2      | 1-й матч | 2-й матч |
| --------------------------- | ---- | -------------- | -------- | -------- |
| 1/8 лютого 2009             |      |                |          |          |
| Екстременья (2)             | 1:8  | Уніо Еспортива | 0:4      | 1:4      |
| Інтер (Ескальдес-Енгордань) | 0:5  | Санта-Колома   | 0:2      | 0:3      |
| Принсіпат                   | 3:2  | Сан-Жулія      | 1:1      | 2:1 дч   |
| Енкамп (2)                  | 2:13 | Лузітанос      | 0:5      | 2:8      |

## 1/2 фіналу
| Команда 1         | Заг.         | Команда 2    | 1-й матч | 2-й матч |
| ----------------- | ------------ | ------------ | -------- | -------- |
| 10/17 травня 2009 |              |              |          |          |
| Уніо Еспортива    | 1:7          | Санта-Колома | 1:5      | 0:2      |
| Принсіпат         | 4:4 пен. 0:3 | Лузітанос    | 3:3      | 1:1      |

## Фінал
| 24 травня 2009 |

| Санта-Колома | 6:1 | Лузітанос |
| ------------ | --- | --------- |
|              |     |           |

| Комуналь д'Айшовалль, Айшоваль |